# Henri Marchant
Hendrik Pieter (Henri) Marchant (Deventer, 12 februari 1869 - 's-Gravenhage, 12 mei 1956) was een Nederlands progressief-liberaal politicus uit de eerste helft van de twintigste eeuw die ook kort minister van Onderwijs, Kunsten en Wetenschappen was.

## Politieke loopbaan

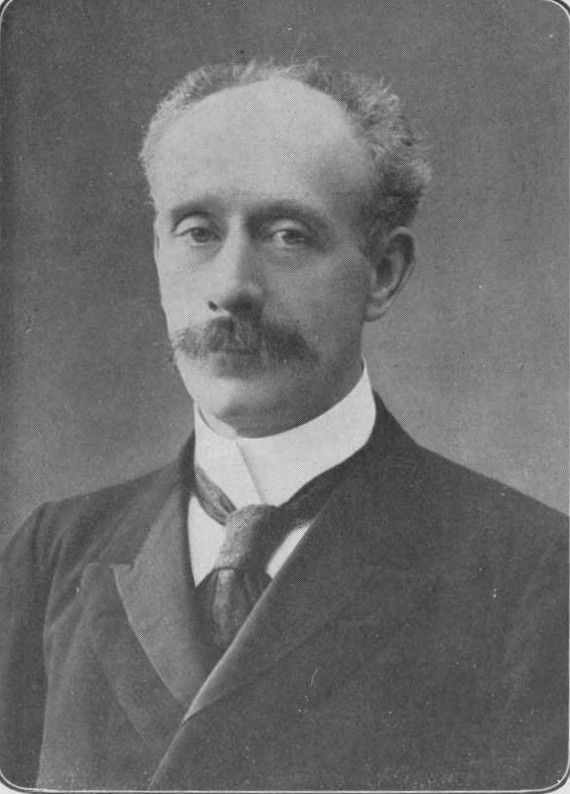
Henri Marchant, ca. 1913

Marchant was de militante fractievoorzitter van de vrijzinnig-democraten, die felle aanvallen op zijn tegenstanders niet schuwde. Hij was advocaat en wethouder in Deventer en werd in 1899 als lid van de Radicale Bond naar de Tweede Kamer afgevaardigd. Daar was hij spoedig een geducht woordvoerder op talrijke beleidsterreinen en volgde in 1916 Dirk Bos op als fractievoorzitter. In 1919 zorgde hij via een initiatiefwet voor de invoering van het vrouwenkiesrecht. Hij trad in 1933 toe tot het kabinet van zijn vroegere politieke tegenstander, de anti-revolutionair Colijn. Als minister van Onderwijs kwam hij met een voorstel voor spellingshervorming (spelling-Marchant). Hij trad af vanwege het bekend worden van zijn heimelijke overgang eind 1934 van de Nederlandse Hervormde Kerk naar de Rooms-Katholieke Kerk, wat zijn positie in de VDB onhoudbaar maakte.

## Onderscheidingen
- Ridder in de Orde van de Nederlandse Leeuw (30 augustus 1908)
- Commandeur in de Orde van Oranje-Nassau (1937)

## Vernoemingen
- Marchanthof in Amsterdam
- Marchantlaan in Schiedam
- Marchantstraat in Apeldoorn, Diepenveen, Nijmegen, Oss, Tilburg en Zwijndrecht
- Marchantlezing, jaarlijks georganiseerd door de Mr. Hans van Mierlo Stichting[2]

## Bijnaam
Marchant had als bijnaam 'Le tigre néerlandais' (vertaling: de Nederlandse tijger). 'Le Tigre' was de bijnaam van de strijdvaardige Franse staatsman Georges Clemenceau.